# Mesochorus extraordinarius
Mesochorus extraordinarius är en stekelart som beskrevs av Schwenke 1999. Mesochorus extraordinarius ingår i släktet Mesochorus och familjen brokparasitsteklar. Inga underarter finns listade i Catalogue of Life.